# Vytautas Knašys
Vytautas Petras Knašys (ur. 13 maja 1937 w Godlewie) – litewski inżynier agronom, działacz społeczny, polityk, poseł na Sejm, minister rolnictwa Litewskiej SRR (1989–1990) oraz dwukrotnie po odzyskaniu niepodległości (1990–1991 i 1996–1998).

## Życiorys
W 1961 ukończył studia w Litewskiej Akademii Rolniczej, a w 1971 uzyskał stopień kandydata nauk technicznych. Po ukończeniu studiów objął stanowisko dyrektora gospodarstwa eksperymentalnego w stacji doświadczalnej sadownictwa i ogrodnictwa w Vitėnai, a w latach 1965–1967 kierował stacją doświadczalną w Samališkė. Od 1967 do 1989 był dyrektorem filii litewskiego instytutu naukowo-badawczego rolnictwa w Vėžaičiai.
W 1989 objął stanowisko ministra rolnictwa z rekomendacji Sąjūdisu i organizacji rolniczych. Zachował funkcję po utworzeniu pierwszego rządu niepodległej Litwy w marcu 1990. Ze stanowiska odszedł w styczniu 1991. Pozostał w Ministerstwie Rolnictwa jako szef wydziału współpracy gospodarczej z zagranicą, a następnie szef wydziału nauki i edukacji.
W latach 1993–1994 był dyrektorem spółki rolniczej w Ponarach. Od 1994 współpracował z gazetą „Valstiečių laikraštis” oraz z Radiem Wolna Europa.
W 1961 wstąpił do Komunistycznej Partii Litwy. W 1989 poparł secesję partii od KPZR. W tym samym roku został wybrany do Komitetu Centralnego, z partii wystąpił w 1990. W 1996 dołączył do Związku Ojczyzny.
W 1996 został wybrany do Sejmu z listy Związku Ojczyzny, a po wyborach objął kierownictwo resortu rolnictwa i leśnictwa w gabinecie Gediminasa Vagnoriusa. Z pracy w rządzie odszedł w 1998. Po zakończeniu kadencji Sejmu w 2000 wycofał się z działalności politycznej.
Pełnił funkcję prezesa spółki „Kaimo verslo projektai”.